# アッシジ、フランチェスコ聖堂と関連修道施設群
アッシジ、フランチェスコ聖堂と関連修道施設群（アッシジ、フランチェスコせいどうとかんれんしゅうどうしせつぐん）は、イタリアのアッシジにあるユネスコの世界遺産登録物件名。

## 概要
アッシジは、イタリア中部のスバジオ山（モンテスバジオ、標高約1,300m）の斜面に広がる人口2万人強の小さな町であるが、フランシスコ会の創立者アッシジのフランチェスコが生まれたことで有名で、カトリック教会の巡礼地として人気がある。また、町の建物は、ここで掘り出される薄いピンク色をした石材からつくられ、町を彩っている。

## 歴史
アッシジはローマ帝国時代からあった古い都市であった。台地の上に現在の北東部分から西へと伸びる形で街が建設され、当時は長さ約2300mの城壁で囲まれていた。紀元前89年にローマ帝国の自治都市として指定され、政治や経済的な重要地でもあった。紀元前1世紀ごろに建築された「ミネルバ神殿」などの遺構は現在でも残っている。
ローマ帝国時代から11世紀までの間のアッシジの大きな変化を示す遺構は見つかっていないが、11世紀から12世紀にかけて商人たちが、アッシジの渓谷を開拓し、貴族たちなどの手により教会などの建築を行った。このころの建造物にはウンブリアの様式を取り入れたものがある。また人口の増加にともない城砦は、1260と1316年に拡張がなされた。後述するサン・フランチェスコ聖堂やサンタ・キァーラ修道院もこのころ作られた。
14世紀に入り、城壁が再度拡張整備された。14世紀から15世紀にかけてはペルージャとの戦争などにより、アッシジの治安は不安定であった。しかし15世紀後半には、サン・フランチェスコ聖堂前に公共広場が作られた。17世紀から18世紀もアッシジは発展を続け、多くの貴族たちはバロック様式の宮殿を建てた。
1818年、サン・フランチェスコ大聖堂地下より、納骨堂が発掘される。1954年に、保全計画が策定され、アッシジは保全地域に指定された。

## 主な構造物

### サン・フランチェスコ聖堂
サン・フランチェスコ大聖堂（Basilica di San Francesco）は、アッシジに生まれ、死後に聖人に列せられたアッシジのフランチェスコの功績をたたえるために建設されたといわれている。1228年に教皇グレゴリウス9世によって建築が始まり、1253年に一応の完成をみたと言われている。また建築に際してはフランチェスコの弟子であったエリアの働きかけが大きかったといわれている。その後、何度も改修が行われて現在の姿になった。
聖堂は、町の北西の斜面の上に建ち、斜面を有効に利用するため建物は上下二段に分かれている。上堂部分はゴシック様式、下堂の部分はロマネスク様式と異なっている。聖堂にはチマブーエ、ジョット、マルティーニなどの画家の手になるフレスコが多数描かれ、上堂内部はルネサンス初期の画家ジョットによる『小鳥に説教する聖フランチェスコ』などの聖人フランチェスコの生涯、28の場面を描いたフレスコ画が、また下堂には『玉座の聖母と4人の天使と聖フランチェスコ』がそれぞれ一番の見所である。
1997年9月26日に発生したウンブリア・マルケ地震で聖堂の建物は大きく損傷してしまったが、ボランティアによる修復工事などにより、2000年にはほぼ元の形にもどった。

### サンタ・キァーラ修道院

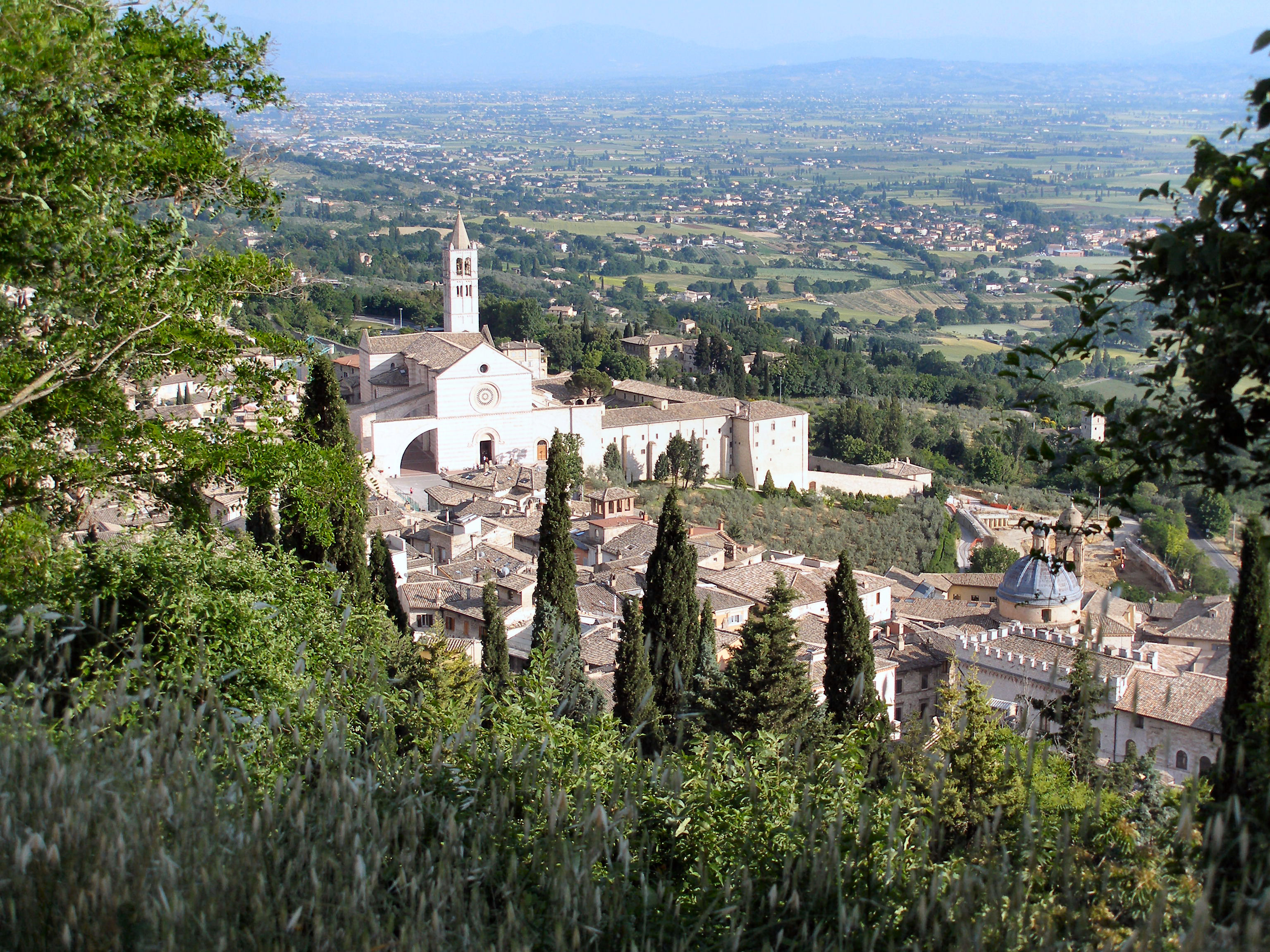
サンタ・キァーラ修道院と聖堂

サンタ・キァーラ修道院（Basilica di Santa Chiara）は、聖フランチェスコの精神に従った女性キァーラ（クララ）のグループが建てた女子修道院で、1257年に完成した。キァーラは、アッシジの貴族の娘であったが、フランチェスコの教えに賛同してこの世の財産を全てを放棄し、1212年に清貧の精神を生きる女性たちのグループをつくった。これが女子修道会クララ会の始まりである。大聖堂は彼女の死後、13世紀中に建築された。修道院地下にはキァーラの遺骸を収めた部屋がある。ピンクと白の縞模様を特徴としている。

## 登録基準
この世界遺産は世界遺産登録基準のうち、以下の条件を満たし、登録された（以下の基準は世界遺産センター公表の登録基準からの翻訳、引用である）。
- (1) 人類の創造的才能を表現する傑作。
- (2) ある期間を通じてまたはある文化圏において、建築、技術、記念碑的芸術、都市計画、景観デザインの発展に関し、人類の価値の重要な交流を示すもの。
- (3) 現存するまたは消滅した文化的伝統または文明の、唯一のまたは少なくとも稀な証拠。
- (4) 人類の歴史上重要な時代を例証する建築様式、建築物群、技術の集積または景観の優れた例。
- (6) 顕著で普遍的な意義を有する出来事、現存する伝統、思想、信仰または芸術的、文学的作品と直接にまたは明白に関連するもの（この基準は他の基準と組み合わせて用いるのが望ましいと世界遺産委員会は考えている）。

## アクセス
ローマやフィレンツェからの鉄道が便利であり、ローマからは2時間程度。また、ローマ、フィレンツェ、ペルージャよりそれぞれ定期バスが走っている。

## 関連出版
- 石鍋真澄『アッシジの聖堂壁画よ、よみがえれ』小学館アートセレクション、2000年